# Montserrat (isola)

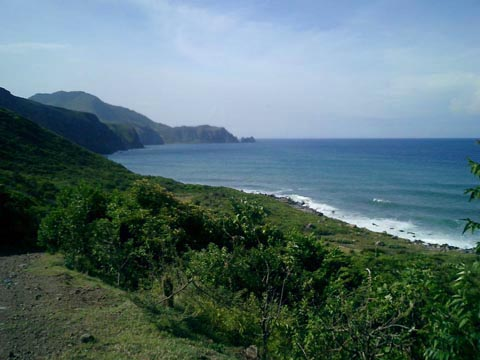
Linea costiera di Montserrat

Montserrat è un'isola delle Piccole Antille, situata nel mar dei Caraibi, nell'arcipelago delle Isole Sopravento settentrionali (Leeward Islands). È un territorio d'oltremare del Regno Unito.

## Storia
Il nome all'isola fu dato da Cristoforo Colombo quando la scoprì nel 1493, e deriva dal nome del monte presso Barcellona, sul quale sorge il monastero di Montserrat.
Dal 1632 l'isola divenne un rifugio di cattolici irlandesi che erano stati cacciati dall'Inghilterra. La sua posizione strategica fu causa di aspre contese fra inglesi e francesi, fino a quando con il trattato di Versailles del 1783 l'isola passò alla giurisdizione territoriale del Regno d'Inghilterra. Della presenza di irlandesi a Montserrat restano oggi i cognomi degli abitanti, anche se di origini africane, una spiccata cadenza irlandese nel linguaggio e alcune tradizioni come la "Festa di San Patrizio", unitamente al culto cattolico.
Montserrat è un territorio d'oltremare del Regno Unito, ed è stata una colonia britannica sino al gennaio del 1967. Gran parte di quest'isola è stata devastata dall'eruzione del vulcano Soufrière Hills che, rimasto quiescente per lungo tempo, tornò in attività il 18 giugno 1995, costringendo due terzi della popolazione ad abbandonare la parte meridionale dell'isola e di conseguenza anche la sua capitale Plymouth, rimasta parzialmente sepolta. Le eruzioni si sono poi susseguite, rendendo gran parte del territorio inabitabile ad eccezione della parte settentrionale, che è protetta dalla collina centrale denominata "Center Hill". In questa parte vi è la vita sociale e amministrativa dell'isola, poiché si sono stabiliti in piccoli agglomerati urbani i pochi abitanti che non sono espatriati.
Nel 2012 è stata pianificata la costruzione di una nuova capitale e di un nuovo porto a Little Bay, poco a nord di Brades; una volta reperiti i fondi necessari, i lavori sono iniziati nel 2019.
La "zona di esclusione" (exclusion zone), istituita in seguito all'eruzione, copre ancora oggi l'intera parte meridionale dell'isola fino a circa due miglia dalla costa, e il vulcano è monitorato dal Montserrat Volcano Observatory che ne studia l'evoluzione dei fenomeni lanciando gli eventuali messaggi di allerta alla popolazione.

## Fauna e flora
L'uccello nazionale è il minacciato rigogolo di Montserrat.

## Politica
Montserrat è un territorio britannico d'oltremare. Capo dello Stato è quindi il sovrano britannico Carlo III del Regno Unito, rappresentato in loco dal Governatore.
In seguito alla promulgazione della nuova costituzione del 2010, la popolazione di Montserrat elegge un'Assemblea legislativa (Legislative Assembly, prima della modifica costituzionale denominata Legislative Council of Montserrat) di nove membri, tra i quali il Governatore sceglie il Premier di Montserrat (fino al 2010 il capo del governo aveva il titolo di Chief Minister), e, in accordo col Premier, tre ministri, uno dei quali sarà nominato Vicepremier. Completano il Governo (Cabinet, fino al 2010 Executive Council) due membri ex officio, l'Attorney-General ed il Financial Secretary.

### Forze armate
Montserrat è difesa dal più piccolo reparto dell'Esercito Britannico, The Royal Montserrat Defence Force, unità che i recenti tagli alla difesa hanno ridotto a un singolo plotone di volontari; altra peculiarità è che questo plotone è affiliato alle Irish Guards.

## Società

### Città principali
- Brades, la capitale de facto
- Davy Hill
- Gerald's, unica zona dell'aeroporto John A. Osborne, aperta dal 2005; è gestita dalla società FlyMontserrat
- Old Towne
- Saint John's
- Saint Peter's
- Salem, unica città al confine con la zona d'esclusione

### Città nella zona d'esclusione
- Bethel
- Cork Hill
- Gages
- Harris
- Kinsale
- Long Ground
- Morris
- Plymouth, ex capitale (de iure), evacuata e chiusa dopo l'eruzione del vulcano
- Richmond
- Saint Patrick's
- Trant's, nella zona dell'Aeroporto di Montserrat (W. H. Bramble Airport) è chiusa dal 1997
- Tuitt's

## Cultura
Tra il 1976 e il 1989 Montserrat ospitò uno degli studi di registrazione degli AIR Studios di proprietà del produttore dei Beatles, George Martin. Vi furono vari artisti e gruppi musicali che incisero alcuni loro dischi nello studio di registrazione dell'isola caraibica: The Police (che registrarono sull'isola i loro ultimi due album, Ghost in the Machine nel 1981 e Synchronicity nel 1983), Elton John (che vi registrò Jump Up! nel 1982, Too Low for Zero nel 1983 e Breaking Hearts nel 1984), Duran Duran (con Seven and the Ragged Tiger nel 1983), i Pooh (che vi registrarono l'album Tropico del nord nel 1983), i Dire Straits (che vi registrarono parzialmente l'album Brothers in Arms tra il 1984 e il 1985) e i Black Sabbath (che vi registrarono parzialmente The Eternal Idol tra il 1986 e il 1987).

## Sport
Nella piccola dipendenza britannica esiste la Nazionale di calcio di Montserrat, che è conosciuta grazie al documentario The Other Final di Johan Kramer del 2003, in cui viene raccontato l'incontro amichevole tra Montserrat e Bhutan disputato il 30 giugno 2002 (lo stesso giorno della finale del Campionato mondiale di calcio 2002) ed organizzato per decretare la peggiore Nazionale calcistica del mondo, dal momento che all'epoca Montserrat e Bhutan erano le due ultime classificate del Ranking FIFA: ne uscì sconfitta la Nazionale di Montserrat, che perse per 4 a 0.
La Federazione calcistica di Montserrat organizza il campionato di calcio Montserrat Championship; fa parte sia della Confederation of North, Central America and Caribbean Association Football, per le competizioni nelle Americhe, sia della Fédération Internationale de Football Association, per le competizioni mondiali di calcio.
Montserrat ha anche una federazione di pallacanestro e una federazione di pallavolo.
Gli sportivi montserratiani sono molto conosciuti per l'atletica leggera.